# Geoffrey Holmes (Historiker)
Geoffrey Shorter Holmes (* 17. Juli 1928 in Sheffield; † 25. November 1993 in Settle, North Yorkshire) war ein britischer Historiker, der an der University of Lancaster lehrte.

## Leben
Holmes erlangte 1948 den Bachelor-Grad am Pembroke College der University of Oxford. Nach seinem Armeedienst in Indien kehrte er 1950 nach Oxford zurück und wurde dort 1952 promoviert. Ab 1952 bis 1969 war er Dozent am History Department der University of Glasgow. 1969 wechselte er an die University of Lancaster, wurde dort 1973 Professor und war bis zu seiner Emeritierung im Jahr 1983 dort tätig.
Holmes arbeitete insbesondere über die englische Politik des ausgehenden 17. und des frühen 18. Jahrhunderts und veröffentlichte zahlreiche Aufsätze und Bücher.
1983 wurde er zum Mitglied der British Academy gewählt. Von 1985 bis 1989 war er Vizepräsident der Royal Historical Society.
2009 publizierte die Zeitschrift Parliamentary History zu Ehren von Geoffrey Holmes einen Sonderband (Band 28, Nr. 1) British Politics in the Age of Holmes.

## Schriften (Auswahl)
- Geoffrey Holmes: British Politics in the Age of Anne. 2. Auflage. Hambledon Press, London, Ronceverte 1987, ISBN 0-907628-74-5, S. 546.
- Geoffrey Holmes: Politics, Religion and Society in England, 1679–1742. Bloomsbury Academic, London u. a. 2003, ISBN 978-0-907628-75-0, S. 384.
- Geoffrey S. Holmes: The Making of a Great Power: Late Stuart and Early Georgian Britain, 1660–1722. Longman, New York 1993, ISBN 978-0-582-48439-9, S. xvi+506.